# 2013 chez Disney
L'année 2013 pour la Walt Disney Company est marquée la fermeture des studios de développement LucasArts et Junction Point Studios. La licence Star Wars est attribuée à Electronic Arts. Disney lance aussi un troisième service de vidéo à la demande Watch ABC après WatchESPN en 2011 et Watch Disney en 2012. La vente d'Hulu est stoppée au profit d'une recapitalisation.

## Évènements

### Janvier
- 3 janvier 2013, Disney entame un projet de rénovation de la Big Thunder Mountain de Disneyland de 9 mois et 4 millions d'USD[1]
- 4 janvier 2013, Disney annonce que Les Mondes de Ralph sera le premier film disponible aux États-Unis en téléchargement avant sa sortie en DVD/Blu-Ray (12 février contre 5 mars)[2]
- 7 janvier 2013, 
  - Disney Theatrical annonce l'arrêt de Mary Poppins le 3 mars 2013 au New Amsterdam Theatre et son remplacement par Disney's Aladdin: The New Stage Musical[3].
  - Walt Disney World Resort lance un nouveau système de gestion des visiteurs nommé MyMagic+ comprenant plusieurs nouveautés donc le MagicBands un bracelet doté d'une puce RFID pour remplacer les billets d'entrée et FastPass[4]
- 8 janvier 2013,
  - Virginie Calmels est nommée présidente du directoire d'Euro Disney[5],[6]
  - Disney et Jakks Pacific annoncent un partenariat pour vendre des jouets associés à des jeux vidéo et de la réalité augmentée au travers de l'application DreamPlay[7]
- 9 janvier 2013, Disney annonce que George Kalogridis échange son poste de président du Disneyland Resort pour celui de président du Walt Disney World Resort[8].
- 11 janvier 2013, en prévision de la sortie du film Les Mondes de Ralph au Royaume-Uni le 8 février, Disney a transformé une rue de l'est de Londres en jeu vidéo 8-bit, la Brick Lane est devenu la 8 Bit Lane[9].
- 15 janvier 2013, 
  - Disney et AT&T signent un contrat augmentant l'offre de contenu Disney-ABC-ESPN sur U-verse[10].
  - Disney annonce développer aux États-Unis son concept testé en Inde depuis un an par sa filiale indienne de maisons ou appartements thématisés Disney[11]
  - Disney annonce le lancement pour juin 2013 de Disney Infinity pour contrer Skylanders d'Activision Blizzard, permettant une connexion entre Disney Toys et Disney Interactive Studios[12]
  - Avalanche Software dévoile le jeu Disney Infinity qui est associé à une gamme de jouets[13].
- 16 janvier 2013, Disney choisit la start-up upLynk pour diffuser son contenu vidéo sur toutes les plateformes[14],[15]
- 17 janvier 2013, Disney annonce un partenariat avec la société immobilière Team Taurus de Calcutta pour construire des logements thématisés Disney[16]
- 21 janvier 2013, Disney-UTV, Disney Media Distribution et Reliance Entertainment signent un contrat de distribution de vidéo à la demande sur le service Bigflix en Inde[17].
- 22 janvier 2013, Première mondiale de The Perfect American de Philip Glass au Teatro Real de Madrid[18]
- 23 janvier 2013, Partners FCU s'associe à CU Realty pour proposer un nouveau type de prêt immobilier, directement au vendeur[19].
- 26 janvier 2013, le moule en plâtre confectionné pour le film Bobby des Greyfriars (1961) et offert à un écossais par Walt Disney en 1968, est acheté lors d'une enchère en Écosse[20].
- 29 janvier 2013, 
  - Disney Interactive annonce la fermeture de Junction Point Studios[21],[22]
  - Disney-ABC signe un contrat avec LoveFilm filiale d'Amazon pour diffuser des séries d'animation de Marvel au Royaume-Uni et en Irlande[23]
- 30 janvier 2013, le court métrage Paperman (2012) est mis en ligne sur YouTube[24]

### Février
- 1er février 2013, Telecable ajoute la chaîne Disney XD à son service en Espagne en remplacement de Cartoon Network[25]
- 4 février 2013, Disney Interactive et Vevo s'associent pour proposer des vidéos et de la musique[26]
- 11 février 2013,
  - Univision et ABC News annoncent le nom de leur chaîne commune, Fusion devant fournir à partir de mi-2013 des informations en anglais aux hispano-américains[27],[28]
  - IndiaCast, regroupement en Inde de TV18 et Viacom, s'associe à UTV Global Broadcasting, filiale de Disney pour diffuser des chaînes de télévision[29]
- 12 février 2013, 
  - The Walt Disney Company émet un emprunt de 800 millions d'USD à taux flottant, premier depuis 2007[30]
  - Walt Disney Records et Club Penguin éditent la première compilation musicale issue d'un univers virtuel[31]
  - UTV Indiagames dépasse les 200 millions de téléchargements sur Nokia Store, 9 mois après avoir atteint les 100 millions[32]
- 14 février 2013, Première mondiale du film Le Monde fantastique d'Oz au El Capitan Theatre à Hollywood[33].
- 18 février 2013, Hong Kong Disneyland annonce son premier exercice avec des bénéfices depuis son ouverture en 2005[34]
- 21 février 2013, British Sky Broadcasting et Disney-ABC Television Group annoncent qu'une nouvelle chaîne Sky Movies Disney remplacera Disney Cinemagic à compter du 28 mars 2013[35],[36].
- 22 février 2013, Le service allemand KabelKiosk d'Eutelsat annonce l'ajout de service de VOD Disney et de Discovery[37]
- 23 février 2013, le service indien BoxTV annonce l'ajout de service de VOD de Sony Pictures Television et Disney UTV[38]
- 25 février 2013, Après 30 ans de location, Disney quitte le 157 Columbus Avenue à New York, situé à côté du siège d'American Broadcasting Company[39]
- 27 février 2013, le gouvernement de Hong-Kong annonce une zone consacrée à l'univers Marvel Comics dans le parc Hong Kong Disneyland pour au plus tôt 2014[40]
- 28 février 2013, le service de VOD français CanalPlay Infinity de Canal+ annonce l'ajout de productions Disney et Pixar[41]

### Mars
- 1er mars 2013, la ville d'Anaheim propose un tramway pour desservir le Disneyland Resort à la suite de son agrandissement[42]
- 2 mars 2013, Disney Parks lance une gamme de cosmétique nommée Beautifully Disney[43]
- 5 mars 2013, 
  - Disney Mobile Games et Imangi Studios décline Temple Run avec Le Monde fantastique d'Oz[44]
  - Walt Disney Studios et Sensio Technologies signent un contrat pour diffuser du contenu 3D en VOD[45]
- 7 mars 2013, 
  - Disney rejoint avec Paramount et Lionsgate la Digital Cinema Distribution Coalition, alliance d'AMC, Regal Entertainment, Cinemark, Universal Pictures et Warner Bros pour la distribution de films par satellite en Amérique du Nord[46]
  - Hyperion annonce se recentrer sur les livres liés aux productions télévisuelles[47]
- 8 mars 2013, Sortie nationale américaine du film Le Monde fantastique d'Oz
- 11 mars 2013, 
  - Disney annonce l'arrêt de la série Star Wars: The Clone Wars et le report de Star Wars Detours[48]
  - Marvel Comics annonce que le service Marvel Digital Comics Unlimited change de nom pour devenir Marvel Unlimited et qu'il sera disponible sur iOS[49].
- 12 mars 2013,
  - Al Jazeera Children diffusera du contenu Disney au Moyen-Orient, séries de Disney Channel et films Disney/Pixar[50]
  - Walt Disney Animation Studios diffuse Croissant de Triomphe un court-métrage d'animation en 2D avec Mickey Mouse et Minnie à Paris, premier d'une série de 20 courts-métrages[51],[52].
- 14 mars 2013, Walt Disney World Resort annonce la rénovation et l'agrandissement de Downtown Disney et son renommage en Disney Springs pour 2016[53],[54]
- 20 mars 2013, 
  - Disney Music Group annonce approfondir son partenariat avec Universal Music Group en partageant les producteurs et compositeurs pour les artistes sous contrat et les futures productions Disney[55]
  - Disney UTV signe un contrat de VOD avec Tata Sky[56]
  - Disney achète 3,5 millions d'USD de crédit-carbone pour protéger la forêt de l'Alto Mayo[57]
- 23 mars 2013, Décès de Norman R. Palmer, monteur des films de Walt Disney Pictures comme les documentaires de la série True-Life Adventures[58]
- 26 mars 2013, LFL Productions fonde une nouvelle filiale britannique nommée Foodles Productions[59].
- 27 mars 2013, Disney Music Group annonce la nomination de Ken Bunt comme président après le départ à la retraite de Bob Cavallo en janvier 2012[60]
- 29 mars 2013, 
  - Disney annonce que le film Iron Man 3, coproduction de Marvel Studios et du chinois DMG Entertainment, sera diffusé en Chine avec des scènes supplémentaires pour le public local[61]
  - Oriental Land Company achète le groupe hôtelier japonais Brighton Corporation comprenant 4 hôtels de luxe[62]

### Avril
- 2 avril 2013
  - le gouvernement australien annonce offrir 20 millions d'USD pour la production d'un remake de Vingt mille lieues sous les mers (1954) réalisé sur ses côtes par David Fincher[63]
  - Pixar et Disney annoncent une suite au film Le Monde de Nemo (2003) centrée sur le personnage de Dory intitulé Le Monde de Dory avec une sortie prévue le 25 novembre 2015[64],[65]
- 3 avril 2013, 
  - Disney annonce la fermeture de LucasArts en tant que studio de développement interne au profit d'une gestion des licences[66],[67],[68],[69],[70],[71]
  - Disney UTV Digital lance une application smartphone d'information people liée à la plateforme UTV Stars[72]
- 5 avril 2013, Disney annonce des licenciements dans ses divisions distributions de films, produits de consommation et l'animation[73]
- 8 avril 2013, Décès d'Annette Funicello[74]
- 11 avril 2013, 
  - Disney Junior UK passe en HD sur BSkyB[75].
  - Sega dévoile une bande annonce pour une version rénovée du jeu Castle of Illusion sorti sur Mega Drive en 1990[76]
- 15 avril 2013, Disney Junior lance des applications smartphones pour sa version américaine permettant de regarder les épisodes des séries diffusées sur la chaîne[77].
- 16 avril 2013, UTV Indiagames édite IPL Cricket Fever 2013 sur Android et connecté à Facebook, version 2013 et licenciée à l'Indian Premier League de son jeu Cricket Fever[78].
- 17 avril 2013, 
  - Disney et Disney Germany annoncent qu'ils vont utiliser la plateforme de la chaîne Das Vierte pour lancer en janvier 2014 une chaîne Disney Channel gratuite[79],[80].
  - La presse révèle une dispute financière entre Disney et AMC Theatres au sujet de leur part respective des revenues sur les ventes de billet pour la sortie du film Iron Man 3[81]
- 18 avril 2013, Marvel, filiale de Disney, renouvelle son contrat signé en 2012 avec la franchise Mumbai Indians de l'Indian Premier League pour des produits jeunesse[82].
- 22 avril 2013, Disney UTV Digital lance quatre applications smartphone : UTV, Disney, Comedy et Devotional[83].
- 23 avril 2013, 
  - Walt Disney Animation Studios diffuse À cheval ! (Get a Horse!) un court métrage de Mickey Mouse dans le style des années 1920[84]
  - Disney est désormais en conflit avec AMC Theatres, Regal Entertainment et Cinemark pour la vente de billet du film Iron Man 3[85]
- 24 avril 2013, la première d'une adaptation en comédie musicale du Livre de la jungle (1967) est annoncée pour le 21 juin 2013 au Goodman Theatre de Chicago[86]
- 25 avril 2013, la société immobilière indienne Supertech lance un projet de 1 000 logements thématisées Disney à Greater Noida en Inde[87]
- 26 avril 2013,
  - Disney Cruise Line annonce une rénovation complète du Disney Magic dont l'ajout d'un toboggan suspendu[88].
  - Disney, AMC, Regal et Cinemark parviennent à un accord pour le prix des billets d'Iron Man 3 après une semaine de conflit[89].
- 29 avril 2013, Disney annonce une exposition sur Iron Man 3 au El Capitan Theatre du 3 mai au 19 juin 2013[90]

### Mai
- 1er mai 2013, la chaîne Super RTL annonce le départ du représentant de Disney Channel de son comité de direction et de l'arrivée d'un directeur d'ESPN, autre filiale de Disney, pouvant présager du contenu sportif sur la chaîne[91].
- 2 mai 2013, ESPN annonce une nouvelle chaîne consacrée à la Southeastern Conference en 2014[92],[93]
- 6 mai 2013, 
  - Disney annonce avoir signé un partenariat avec Electronic Arts pour développer et éditer les jeux Star Wars sous la franchise LucasArts[94].
  - Studiocanal annonce s'être associé à Disney Nordic pour distribuer en Scandinavie le film de Felix Herngren adapté du roman Le Vieux qui ne voulait pas fêter son anniversaire de Jonas Jonasson[95]
- 7 mai 2013, le studio Bento Box annonce s'installer au 5161 Lankershim Blvd, locaux précédemment utilisés par le Walt Disney Internet Group qui a déménagé au Grand Central Creative Campus[96]
- 8 mai 2013, la commission américaine des marques rejette la demande de Disney de dépôt d'une marque de produits dérivés pour le film de Pixar inspiré du Dia de los Muertos[97].
- 9 mai 2013, 
  - Walt Disney Animation Studios annonce la sortie du premier film d'animation inspiré de Marvel, intitulé Les Nouveaux Héros (Big Hero 6) et prévu pour 2014[98]
  - Netflix annonce un partenariat avec le Disney-ABC Television Group pour être le seul distributeur américain à diffuser en streaming des séries de Disney XD et Disney Junior[99]
- 12 mai 2013, Disney-ABC Television Group lance Watch ABC une application qui permet de regarder les chaînes d'ABC sur smartphone[100],[101]
- 14 mai 2013, Netflix annonce que les productions Disney-Marvel et Dreamworkds sont disponibles sur son service au Royaume-Uni et en Irlande[102].
- 15 mai 2013, SingTel annonce le lancement le 1er juin 2013 des chaînes Disney Channel, Disney Junior et Disney XD sur son service mio TV en anglais et mandarin[103]
- 21 mai 2013, ESPN va supprimer entre 300 et 400 postes dans le groupe dont le bureau de Denver[104]
- 23 mai 2013, 
  - Première du spectacle Mickey and the Magical Lamp au Fantasyland Theater de Disneyland[105].
- 31 mai 2013, 
  - Disney annonce que la recette des billets à 1 000 $ de la première de The Lone Ranger sera reversée à un fonds culturel amérindien[106]
  - Disney célèbre ses 30 ans d'installation dans le quartier d'Hammersmith à Londres[107].

### Juin
- 1er juin 2013, 
  - l'application Watch ABC est déclinée sur le Kindle d'Amazon[108]
  - la cérémonie de première mondiale de The Lone Ranger est annoncée pour le 22 juin au parc Disney California Adventure[109]
- 3 juin 2013, 
  - un prince saoudien, Prince Fahad Al Saud, prévoit de dépenser 15 millions d'€ pour 3 jours dans les parcs de Disneyland Paris avec ses 60 invités ce qui comprend événements spéciaux dont des personnages encore jamais apparus[110]
  - Shaw Direct propose désormais Disney XD et Disney Junior en français au Canada[111]
- 4 juin 2013, Harmonix et Disney Interactive annonce Fantasia: Music Evolved, un Guitar Hero/Rock Band inspiré par Fantasia (1940)[112]
- 6 juin 2013, Disney Interactive lance ScribbleMix son premier jeu de dessin exclusivement pour les mobiles[113]
- 8 juin 2013, 
  - Disney obtient l'autorisation de rénover le Grand Central Air Terminal, un monument historique au sein du Grand Central Creative Campus à Glendale[114]
  - Le film Lone Ranger, naissance d'un héros est projeté lors d'un événement spécial à Lawton devant la communauté comanche[115].
- 11 juin 2013, Disney Channel stoppe la série Bonne chance Charlie après quatre saisons[116]
- 12 juin 2013, ESPN annonce l'arrêt de la chaîne câblée ESPN 3D lancée en 2010 pour la fin de l'année 2013[117]
- 13 juin 2013, The Economic Times annonce que les 8 films de Disney UTV cumulent 48 % des recettes du premier semestre des sorties cinéma 2013 en Inde soit 4,27 des 11,07 millions de roupies[118]
- 17 juin 2013, Disney-ABC signe un contrat avec LoveFilm filiale d'Amazon pour diffuser des films d'animation de Disney au Royaume-Uni et en Irlande, après des séries d'animation Marvel en janvier[119]
- 20 juin 2013, le comté de Los Angeles donne son accord pour l'agrandissement du Disney's Golden Oak Ranch avec 12 studios[120]
- 21 juin 2013, 
  - le laboratoire Disney Research de Zurich doit présenter lors d'une conférence de l'IEEE le projet Megastereo améliorant la qualité et la résolution des panoramas stéréoscopiques[121]
  - Sortie nationale de Monstres Academy aux États-Unis
- 22 juin 2013, 
  - Lors de la première italienne de Lone Ranger, naissance d'un héros au Festival du film de Taormine, le film a été diffusé en italien à la dernière minute et non en anglais sous-titré pour éviter le piratage[122].
  - Disney Mobile Studios développe la franchise Jetez-vous à l'eau ! avec Mais, où est Mickey ?, une déclinaison basée sur Mickey Mouse[123]
  - Première de Lone Ranger, naissance d'un héros au parc Disney California Adventure[124]
- 24 juin 2013, 
  - Disney et Sony Pictures Entertainment expérimentent en Corée du Sud la sortie des films directement en vidéo à la demande en parallèle de la sortie au cinéma[125],[126]
  - le Stage 1 des Walt Disney Studios Burbank, où l'émission The Mickey Mouse Club avait été tournée dans les années 1950 est dédié à Annette Funicello, décédée en avril 2013[127],[128].
- 26 juin 2013, Super RTL annonce une réduction d'effectif en prévision de la compétition due au renommage de Das Vierte en Disney Channel prévu en janvier 2014[129]
- 28 juin 2013, 
  - la comédie musicale Le Roi lion entame une tournée itinérante de 2,5 ans au Royaume-Uni par 3 mois de représentations au Birmingham Hippodrome avant d'aller à Édimbourg, Plymouth, Bradford et d'autres villes en parallèle du spectacle au West End[130]
  - Disney revend le catalogue de titres adultes et hors fiction de Hyperion à Hachette Book Group et reprend les franchises et publications internes[131].
  - Le laboratoire Disney Research de Pittsburgh présente une technique d'analyse des schémas de jeu des joueurs de  hockey sur gazon[132]

### Juillet
- 1er juillet 2013, 
  - l'application Watch ABC est déclinée pour les marchés de Los Angeles (KABC-TV), Chicago (WLS-TV), San Francisco (KFSN-TV) et Raleigh-Durham (WTVD)[133].
  - le comité de direction de Disney prolonge le contrat de Robert Iger comme CEO et président jusqu'au 30 juin 2016[134]
- 2 juillet 2013, 
  - Disney rachète les droits sur 4 films Marvel produits par Paramount Pictures entre 2008 et 2011 : Iron Man et Iron Man 2, Thor et Captain America[135]
  - Disney UTV teste en Inde un système de votes en ligne pour programmer la sortie du film Ship of Theseus dans certaines villes[136]
- 9 juillet 2013, Walt Disney Pictures annonce une adaptation en prise de vue réelle du film Le Livre de la jungle (1967) en plus d'une comédie musicale présentée au Goodman Theatre de Chicago depuis juin 2013[137]
- 12 juillet 2013, 
  - Disney, NBCUniversal et Fox stoppent le processus de vente de Hulu et annoncent un investissement de 750 millions d'USD[138].
  - Disney fait classer la partie entre Lucasfilm et Pixar, désormais deux filiales du groupe, d'un procès contre les entreprises technologiques de la Silicon Valley accusées de conspiration pour ne pas débaucher leurs employés respectifs[139]
- 15 juillet 2013, l'ESPN Zone de Los Angeles située à côté du Staples Center ferme ses portes et doit être remplacée par 3 enseignes d'une même chaîne de restaurants[140].
- 18 juillet 2013, 
  - Disney et la NRTC signent un contrat pour diffuser l'ensemble des services et chaînes Disney/ESPN aux membres de la coopérative dont Watch ABC/Watch Disney/WatchESPN, Fusion, Longhorn Network ou SEC Network[141].
  - Verizon FiOS signe un contrat avec Disney pour diffuser les services Watch ABC/Watch Disney/WatchESPN et la chaîne Fusion sur sa plateforme TV Everywhere[142]
  - Un an après son rachat par Disney, SpotMixer ferme le service et l'application Vlix[143]
- 19 juillet 2013, 
  - première diffusion de Teen Beach Movie
  - les ingénieurs de Disney Research présente Aireal une technologie de mini-canons à air sous forme de vortex procurant une sensation de toucher destinée aux jeux ou aux interfaces numériques[144].
  - le laboratoire Disney Research de Zurich a développé un algorithme pour créer des maquettes 3D à partir de centaines d'images 2D haute résolution[145]
  - le laboratoire Disney Research de Pittsburgh un programme d'analyse des méthodes d'abstraction des portraitistes[146].
  - le laboratoire Disney Research de Pittsburgh présente un système utilisant les haut-parleurs pour transmettre du contenu sur les smartphones et tablettes quel que soit le lieu, cinéma, stade ou salle de spectacle[147].
- 20 juillet 2013, Disney annonce des animations au El Capitan Theatre du 9 août au 18 septembre à l'occasion de la sortie de Planes dont un musée des avions et des spectacles d'oiseaux[148].
- 22 juillet 2013, 
  - Disney et Hasbro prolongent leur contrat sur les produits dérivés de Marvel jusqu'en 2020 et signent un contrat similaire pour ceux dérivés de Lucasfilm[149],[150]
  - Walt Disney Records signe un contrat avec Amazon.com pour vendre des disques indisponibles au travers de son service d'impression à la demande[151]
- 23 juillet 2013, AT&T devient le fournisseur officiel des parcs Disney américains pour le réseau sans-fil[152]
- 28 juillet 2013, Disney lance la gamme Disney Royal Ball collection, inspirée des princesses Disney et destinée aux jeunes filles pour la fête latino-américaine des 15 ans[153].
- 29 juillet 2013, Walt Disney Pictures annonce qu'un film reprenant les deux premiers tomes d'Artemis Fowl sera coproduit par Walt Disney Pictures et Harvey Weinstein, avec comme scénariste Michael Goldenberg (Peter Pan, Harry Potter et l'Ordre du Phénix) et Robert De Niro et Jane Rosenthal en tant que producteurs délégués[154].
- 31 juillet 2013, Kofax achète Kapow Technologies pour 47,5  millions d'USD, dans lequel avait investi Steamboat Ventures[155]

### Août
- 6 août 2013, 
  - Disney prévoit un manque à gagner de 190 millions d'USD sur Lone Ranger, naissance d'un héros[156],[157]
  - la ville de Busan annonce un été de cinéma en partenariat avec Walt Disney Korea au Busan Cinema Center avec la diffusion des versions coréennes du Monde de Nemo, Raiponce, La Petite Sirène, Le Roi lion, Toy Story 3, La Belle et la Bête ainsi que les versions anglaises de Star Wars, épisode I, épisode II et épisode III[158].
- 13 août 2013, 
  - Disney Research présente le résultat d'une analyse des comportements des joueurs de football issue d'une application pour les sports en équipe développée conjointement avec ESPN[159]
  - le site Hollywood Reporter annonce que le film Chennai Express produit et distribué par UTV Motion Pictures, filiale de Disney UTV, bat plusieurs records du box-office indien[160]
- 18 août 2013, Sortie du jeu Disney Infinity de Disney Interactive Studios aux États-Unis
- 21 août 2013, 
  - Disney-ABC Television Group annonce la suppression de 175 personnes soit 2 % de ses effectifs[161]
  - Walt Disney Internet Group annonce la fermeture des mondes virtuels Toontown Online, Pirates of the Caribbean Online et Pixie Hollow pour se recentrer sur Club Penguin et les jeux mobiles[162]
- 23 août 2013, le titre de Pirates des Caraïbes 5 est dévoilé : Pirates of the Caribbean : Dead Men Tell No Tales (en français : Pirates des Caraïbes : Les Morts ne racontent pas d'histoires)[163].
- 27 août 2013, le comté de Los Angeles donne son accord pour l'agrandissement du Disney's Golden Oak Ranch[164]
- 29 août 2013, Disney Theatrical annonce le début de Disney's Aladdin: The New Stage Musical pour le 26 février 2014 au New Amsterdam Theatre[165]
- 30 août 2013, lors d'une conférence sur le Cloud computing, la solution prise par Disney est révélée, un mélange des solutions de CloudStack d'Apache et OpenStack[166]

### Septembre
- 6 septembre 2013, 
  - Disney Media Networks et Dish Network entrent dans une phase de renégociation du contrat de diffusion[167]
  - la première des 32 représentations du Roi lion données au Benedum Center de Pittsburgh jusqu'au 29 septembre[168].
- 9 septembre 2013, 
  - Disney Media Distribution et Tencent signent un contrat de diffusion de vidéo à la demande pour les films et dessins animés des studios Disney-Pixar et Marvel[169]
  - Disney Research présente un système pour que le corps serve de haut-parleurs, par exemple les doigts[170]
  - Disney met fin au procès entamé en juin 2013 entre Marvel et Gary Friedrich au sujet des droits sur Ghost Rider selon des termes non révélés[171]
- 10 septembre 2013, un juge du Colorado stoppe la dernière plainte de Stan Lee Media contre Marvel au motif qu'elle est frivole[172]
- 11 septembre 2013, Walt Disney Pictures repousse la sortie de Pirates des Caraïbes 5 à l'été 2015[173].
- 12 septembre 2013, Disney Mobile lance la version 2 de Jetez-vous à l'eau ![174]
- 13 septembre 2013, 
  - The Walt Disney Company prévoit de racheter en 2014 ses actions pour une somme entre 6 et 8 milliards d'USD[175].
  - Disney Nordic et Scandinavian Airlines System s'associent pour promouvoir la sortie du film Planes en Scandinavie[176].
- 14 septembre 2013, Disney Live! annonce plusieurs dates pour le spectacle Mickey’s Magic Show aux Philippines[177].
- 16 septembre 2013, 
  - Walt Disney Company MENA (Moyen-Orient, Afrique du nord) et Ooredoo (Qatar Telecom) signent un contrat pour de la vidéo à la demande multiplateforme[178]
  - Ghirardelli et Disney annoncent l'ouverture le 15 novembre 2013 d'un espace chocolat au sein du El Capitan Theatre[179]
  - Disney Publishing Worldwide lance plusieurs applications de lecture pour Android sur Google Play[180]
- 17 septembre 2013, 
  - Disney Vacation Club annonce l'ouverture d'appartements en temps partagé au sein du Disney's Polynesian Resort en 2015[181].
  - Disney Research présente un logiciel de conception d'automates couplé à une imprimante 3D[182].
  - Disney Interactive annonce avoir vendu en 2 semaines 294 000 boites de démarrage du jeu Disney Infinity, jeu ayant coûté plus de 100 millions d'USD[183]
- 20 septembre 2013, 
  - après plusieurs déconvenues au box-office, Walt Disney Pictures ne renouvelle pas le contrat  entamé en 1995 avec le producteur Jerry Bruckheimer[184],[185]
  - Disney lance en Europe la marque Disney Baby[186].
- 24 septembre 2013, Bob Iger envisage que Disney devienne un fournisseur de contenu pour Netflix, Google ou Amazon[187]
- 25 septembre 2013, 
  - Disney Italia est retenue pour concevoir la mascotte de l'Exposition universelle de 2015 à Milan[188].
  - Le Figaro annonce le début de l'adaptation française de la comédie musicale La Belle et la Bête le 24 octobre 2013 au Théâtre Mogador[189]
- 30 septembre 2013, 
  - Disney lance une nouvelle version du site de Disney Junior[190]
  - Magyar Telekom signe un contrat de VOD avec Disney pour diffuser des épisodes de Revenge et Once Upon a Time en exclusivité 72 heures après leur sortie américaine[191]

### Octobre
- 1er octobre 2013, 
  - Dish et Disney prolongent temporairement leur contrat pour éviter l'arrêt des diffusions des chaînes ABC-Disney-ESPN le temps de négocier les nouveaux termes[192]
  - Disney Consumer Products et Walgreens lancent une gamme d'accessoires de beauté basé sur les méchantes de Disney[193]
  - Disney et plusieurs sociétés de Broadway entament une procédure de violation de droits d'auteurs contre un théâtre de Lancaster (Pennsylvanie) qui propose un spectacle d'hommage à Broadway[194]
- 3 octobre 2013, 
  - J. C. Penney annonce ouvrir dans 565 de ses grands magasins une boutique Disney Shops, un espace de 800 pieds carrés (74 m2) à 1 000 pieds carrés (93 m2) destiné aux enfants[195]
  - ESPN annonce l'arrêt du financement des X Games en dehors des États-Unis, à savoir Barcelone, Munich et Tignes en Europe et Foz do Iguacu au Brésil[196]
- 7 octobre 2013, 
  - Disney Research dévoile une technique simulant du relief ou une texture à un écran tactile plat grâce à l'électricité[197]
  - Disney Media Distribution et le hongrois Fuso Ecosystem lancent un service de VOD en Hongrie[198].
- 8 octobre 2013, Disney Interactive et Vevo annoncent un partenariat qui permet d'offrir une sélection de 50 000 vidéo musicales du catalogue de Vevo sur le site Disney.com et du contenu musical comme Radio Disney et des actualités sur les plateformes de Vevo[199].
- 9 octobre 2013, 
  - Disney stoppe l'émission de certificats papiers pour ses actions en bourse au profit de version numérique mais propose aux collectionneurs des certificats d'acquisitions[200].
  - Disney ferme le studio de Pixar à Vancouver au Canada, licensiant 100 personnes[201]
  - ESPN signe un contrat avec AOL pour de la rediffusion en syndication de ses programmes sur les sites internet d'AOL comme l'Huffington Post et TechCrunch[202]
  - Disney annonce la construction d'une attraction Iron Man à Hong Kong Disneyland prévue pour fin 2016 avec un budget de 100 millions d'USD[203]
- 12 octobre 2013, 
  - Disney annonce l'arrêt de la version payante de Disney Channel Deutschland le 29 novembre 2013 au profit d'une gratuite devant débuter le 17 janvier 2014 sur l'ancien canal de Das Vierte[204]
  - Disney révèle les premiers concept arts du land Avatar de Disney's Animal Kingdom[205]
- 16 octobre 2013, 
  - Disney, ABC Family et la chaîne de magasins de vêtements et accessoires Wet Seal lance une collection de produits inspirés par les personnages des séries télévisées d'ABC Family[206].
  - Le Roi lion devient la première comédie musicale dépassant le  milliard de $ de revenus[207]
- 17 octobre 2013, Disney lance des fruits et légumes avec des personnages Marvel comparables à Disney Garden lancé en 2006[208].
- 18 octobre 2013, Disney et Ebony Life annoncent une version africaine de Desperate Housewives tournée à Lagos au Nigeria[209]
- 19 octobre 2013, Disney Southeast Asia lance la chaîne Disney XD en Indonésie et en Thaïlande[210]
- 21 octobre 2013, 
  - UTV Motion Pictures, filiale de DisneyUTV, annonce son premier film en télougou[211]
  - Fox International Channels achète plusieurs séries à Disney pour ses chaînes payantes asiatiques dont Agents of S.H.I.E.L.D. et Once Upon a Time in Wonderland[212]
- 23 octobre 2013, 
  - Disney Japan annonce la production d'une série Marvel Disk Wars: The Avengers pour le printemps 2014 et produite par Toei Animation[213]
  - Ouverture de l'extension Disney's Villas at Grand Floridian[214].
  - Ronnie Screwvala annonce son départ de Disney UTV[215]
- 24 octobre 2013, 
  - Walt Disney Records annonce un coffret d'anthologie de 94 titres du catalogue Disney-Pixar disponible à partir du 12 novembre en version numérique et cd[216]
  - Disney annonce une réorganisation des contrats européens avec les agences de publicités, contrats détenus depuis 2010 par Carat pour le cinéma et depuis 2008 par ZenithOptimedia pour Disneyland Paris[217]
- 25 octobre 2013, Disney Store annonce l'ouverture pour début 2015 d'une boutique géante de 53 000 pieds carrés (4 924 m2) à Shanghai dans le quartier des affaires de Lujiazui[218],[219],[220]
- 27 octobre 2013, 
  - Disney stoppe les licences accordées par Marvel et Lucasfilm aux éditeurs de jeux d'argents comme les machines à sous[221],[222]
  - Disney annonce le lancement au Royaume-Uni de la gamme Disney Princess Palace Pets en 2014 après de bons résultats aux États-Unis[223]
- 28 octobre 2013, 
  - Disney Channel est désormais disponible en VOD en Turquie[224]
  - Disney, maison mère de Marvel et Lucasfilm, met un terme aux machines à sous arborant des personnages Marvel Comics ou Star Wars[225]
- 30 octobre 2013, Radio Disney vend trois stations, celles de Little Rock et San Antonio pour 2 millions d'USD et celle d'Albany pour 375 000 USD[226]

### Novembre
- 5 novembre 2013, Philips annonce une gamme de lampe interactive nommée Disney Imaginative StoryLight associée aux e-books de Disney[227]
- 7 novembre 2013, Marvel et Netflix annoncent un partenariat pour créer une chaîne de contenu dont quatre séries télévisées produites par Marvel Television[228]
- 11 novembre 2013, 
  - Disney Interactive Media Group annonce le départ de son co-président John Pleasants et la consolidation sous une même entité des divisions jeux vidéo et contenu sous la direction de Jimmy Pitaro[229]
  - Disney Theatrical annonce une adaptation en comédie musicale du roman Princess Bride (1973)[230]
- 12 novembre 2013,
  - Walt Disney Studios annonce qu'il a d'ores et déjà battu son record de 2010 en dépassant les 3,791 milliards d'USD de recettes au box-office grâce à ses labels Marvel, Disney et Pixar[231].
  - Disney Cruise Line annonce ses itinéraires pour 2015, tous partant depuis Port Canaveral et à destination des Caraïbes et des Bahamas à l'exception du Disney Wonder partant de Miami[232].
  - Roku annonce un contrat avec Disney Media Networks afin d'offrir Watch Disney et WatchESPN[233]
- 13 novembre 2013, 
  - Disney Media Networks annonce l'arrêt de la chaîne SOAPnet pour le 31 décembre 2013[234]
  - Disney Publishing annonce de nouvelles publications au travers de l'éditeur Disney Comics, la première basée sur Space Mountain est prévue pour mai 2014 ainsi qu'un nouveau magazine intitulé Disney Comic Zone[235]
- 14 novembre 2013, Disney et Harrods annoncent l'ouverture le 25 novembre d'un espace Disney dans le magasin londonien avec une Disney Store, un Disney Café et une Bibbidi Bobbidi Boutique, première déclinaison de cette boutique conçue par la division parcs à thème[236]
- 15 novembre 2013, un espace fontaine à chocolat Ghirardelli ouvre dans la Disney's Soda Fountain and Studio Store du El Capitan Theatre[237].
- 16 novembre 2013, Disney lance son premier comic book publié par la maison d'édition Marvel Comics, une filiale de Disney depuis 2009 intitulé Disney Kingdoms : Seekers of the Weird[238].
- 17 novembre 2013, Disney Channel obtient les droits de retransmission de Pac-Man et les aventures de fantômes dans la majeure partie des pays d'Europe du Nord et de l'Ouest[239].
- 18 novembre 2013, Disney Research présente un algorithme améliorant le rendu des scènes d'animations contenant du brouillard, de la fumée ou de l'eau[240]
- 19 novembre 2013, 
  - Diane Disney Miller décède à 79 ans des suites de complications dues à une chute[241].
  - la comédie musicale Le Roi lion s'installe au Pantages Theatre à Hollywood pour 8 semaines[242]
- 20 novembre 2013, OMD filiale de Omnicom Group annonce reprendre le contrat publicitaire  de la division cinématographique de Disney estimé à 800 millions d'USD[243]
- 21 novembre 2013, Radio Disney vend les stations WDZY-A de Richmond en Virginie pour 250 000 USD et WKSH de Milwaukee à la Christian Radio Corporation[244].
- 22 novembre 2013, Pixar annonce 60 suppressions de postes sur 1200 employés en raison d'un retard sur The Good Dinosaur repoussé de mai à novembre 2015[245]
- 24 novembre 2013, EA annonce avoir sécurisé pour 10 ans les droits des jeux Star Wars auprès de Disney-Lucasfilm[246].
- 25 novembre 2013, Warner Music et Disney signent un contrat de distribution des musiques de films de Disney en Russie[247].
- 27 novembre 2013, Sortie du film La Reine des neiges aux États-Unis et au Canada.
- 28 novembre 2013, DHX Media annonce vouloir acheter pour 170 millions d'USD, les chaînes canadiennes Family, Disney XD et Disney Junior à la suite de la fusion d'Astral Media et Bell Media[248]

### Décembre
- 2 décembre 2013, Radio Disney vend pour 2 millions d'USD les stations KDIS de Little Rock et KRDY de San Antonio à Salem Communications[249].
- 3 décembre 2013, l'éditeur de jeu vidéo Rosetta Stone signe un contrat av ec Disney Interactive pour une web-série éducative multilingue[250].
- 4 décembre 2013, 
  - Disney et BesTV, filiale du Shanghai Media Group, annoncent une co-entreprise pour diffuser des contenus digitaux familiaux en Chine[251],[252].
  - Disney Asie du Sud-Est et StarHub annoncent le lancement le 7 décembre des trois applications Watch Disney à Singapour[253]
  - Modern Times Group prolonge son contrat de diffusion en Scandinavie des chaines de Disney sur ses services Viasat et Viaplay avec Disney Nordic[254]
- 5 décembre 2013, Disney dévoile le Garden of the Twelve Friends, un jardin paysager devant servir d'esplanade centrale devant le château du Shanghai Disneyland sur le thème des 12 zodiaques chinois avec des personnages Disney-Pixar[255]
- 6 décembre 2013, 
  - le MVNO Zact filiale de Sprint lance un téléphone pour les enfants avec un ensemble d'applications Disney, 6 ans après la fermeture de Disney Mobile[256]
  - l'éditeur Egmont annonce le lancement en février 2014 au Royaume-Uni d'un magazine mensuel sur l'univers du jeu Disney Infinity[257]
  - Disney achète à Paramount les droits sur toutes nouvelles productions cinématographiques d'Indiana Jones[258],[259]
- 7 décembre 2013, Verizon achète EdgeCast pour plus de 350 millions d'USD, dans lequel avait investi Steamboat Ventures[260].
- 12 décembre 2013, 
  - Disney Interactive annonce la sortie en 2014 du jeu Club Penguin sur iPad, iOS et Android[261]
  - Disney Channel annonce Descendants une série télévisée centrée sur les descendants des méchants de Disney[262]
- 16 décembre 2013, Disneymedia+, filiale de Disney Consumer Products annonce une nouvelle politique avec ses annonceurs basée sur le long terme et non plus un seul film[263]
- 17 décembre 2013, 
  - Walt Disney World annonce passer à la phase des tests grandeur nature pour le projet de bracelet MyMagic+ devant remplacer les tickets d'entrée et FastPass par un bracelet et estimé à un milliard d'USD[264]
  - Disney Interactive et LucasArts annoncent le jeu Star Wars: Attack Squadrons pour début 2014 développé par Area 52 Games[265].
- 19 décembre 2013, à la suite des retours des joueurs Disney Interactive retire le système de barre d'énergie du jeu Jetez-vous à l'eau ! 2[266]
- 20 décembre 2013, SES annonce l'ajout de la chaîne Disney Channel HD à son service allemand HD+[267]
- 23 décembre 2013, 
  - Sky D prolonge son contrat avec Disney pour la distribution des chaînes Disney et de la vidéo à la demande pour les films Lucasfilm, Marvel et Disney-Pixar[268].
  - Jack Dorsey, fondateur de Twitter, est nommé au comité de direction de Disney à la place de Judy Estrin[269],[270]
- 24 décembre 2013, Oriental Land Company annonce un accord Dai-ichi Life sur l'achat d'un terrain situé au sein du Tokyo Disney Resort occupé par le Tokyo Bay NK Hall, acquisition effective en avril 2016[271].
- 27 décembre 2013, Disney signe un contrat avec Tricolor TV pour diffuser des films et des séries sur la plateforme russe SuperKino HD[272]